# Manuel Monteiro de Castro
Manuel Monteiro de Castro (Santa Eufémia de Prazins, Guimarães, Portugal, 29 de marzo de 1938) es un jurista y sacerdote católico portugués. A lo largo de su trayectoria se ha desempeñado como diplomático de la Santa Sede, con dignidad de Arzobispo (1985-2009) y penitenciario mayor, con dignidad de cardenal, hasta su jubilación en 2013.
Fue nuncio apostólico en España y Andorra entre 2000 y 2009.

## Biografía
Fue sacerdote en la archidiócesis de Braga. En 1985 fue nombrado pro-nuncio en las Antillas anglófonas, más concretamente en Bahamas, Barbados, Belice, Dominica, Granada, Jamaica, Santa Lucía y Trinidad y Tobago, siendo ordenado arzobispo por el cardenal Agostino Casaroli. Dos años después se añadió Antigua y Barbuda como país donde representar a la Santa Sede.
El 1 de marzo de 2000 fue nombrado nuncio apostólico. El 12 de julio de 2003, le fue concedida la Gran Cruz de la Orden de Isabel la Católica. El 15 de febrero de 2008 se reunió con José Luis Rodríguez Zapatero, para rebajar la tensión entre el Gobierno y la Iglesia Católica.
El 3 de julio de 2009, Benedicto XVI, lo nombra secretario de la Congregación para los Obispos. Por Real Decreto del Consejo de Ministros celebrado el 28 de agosto de 2008, es condecorado con la Gran Cruz de la Orden del Mérito Civil. Cesó oficialmente como nuncio en España el 30 de agosto de 2009 con una misa solemne en la Basílica pontificia de San Miguel (Madrid).
Nombrado el 21 de octubre de 2009 secretario del Colegio Cardenalicio por Benedicto XVI. El 5 de enero de 2012 es nombrado penitenciario mayor en sustitución del cardenal Fortunato Baldelli.
El 6 de enero de 2012, el papa Benedicto XVI anuncia su nombramiento como cardenal. Cesó como secretario del Colegio Cardenalicio el 7 de marzo de 2012. 
El 21 de septiembre de 2013 el papa Francisco aceptó la preceptiva renuncia por cumplir la edad máxima prescrita.
El 4 de marzo de 2022, durante un Consistorio presidido por el papa Francisco, es promovido a la Orden de los Presbíteros manteniendo la Diaconía elevada pro hac vice a título cardenalicio.